# Trastamiro Aboazar
Trastamiro Aboazar (980 -?) fue un hidalgo portugués considerado oficialmente como el primer señor de Maia. Sirvió al rey de León, pues en aquella época Portugal aún era un condado más del reino de León.

## Relaciones familiares
Era hijo de Abu-Nazr Lovesendes, el fundador de la familia de Maia. Contrajo matrimonio con Dórdia Soares. De este matrimonio nació:
- Gonçalo Trastamires, 2º Señor de Maia (m. 1039), que se casó con Unisco Sisnández, hija del caballero mozárabe Sisnando Davídiz, gobernador y cónsul de Coímbra.